# S-Bahn RheinNeckar
De S-Bahn RheinNeckar is een S-Bahn (Stadtschnellbahn) die geëxploiteerd wordt door de DB Regio Südwest in het gebied rond de Duitse steden Mannheim, Heidelberg, Karlsruhe en Ludwigshafen am Rhein. Het netwerk ligt voornamelijk in de deelstaten Rijnland-Palts en Hessen met uitlopers naar Baden-Württemberg en Saarland. Op werkdagen maken ongeveer 75.000 reizigers gebruik van de S-Bahn.
Het netwerk van de S-Bahn RheinNeckar heeft een totale lengte van 370 km.

## Lijnen
| Serie | Treinsoort        | Route | Bijzonderheden |
| ----- | ----------------- | --- | -------------- |
| S1    | S-Bahn (DB Regio) | Homburg (Saar) Hbf – Kaiserslautern Hbf – Hochspeyer – Neustadt (Weinstr) Hbf – Ludwigshafen (Rhein) Hbf – Mannheim Hbf – Heidelberg Hbf – Osterburken |                |
| S2    | S-Bahn (DB Regio) | Kaiserslautern Hbf – Hochspeyer – Neustadt (Weinstr) Hbf – Ludwigshafen (Rhein) Hbf – Mannheim Hbf – Heidelberg Hbf – Mosbach (Baden)                  |                |
| S3    | S-Bahn (DB Regio) | Germersheim – Speyer Hbf – Ludwigshafen (Rhein) Hbf – Mannheim Hbf – Heidelberg Hbf – Karlsruhe Hbf                                                    |                |
| S33   | S-Bahn (DB Regio) | Bruchsal – Graben-Neudorf – Germersheim |                |
| S4    | S-Bahn (DB Regio) | Germersheim – Speyer Hbf – Ludwigshafen (Rhein) Hbf – Mannheim Hbf – Heidelberg Hbf – Bruchsal                                                         |                |
| S5    | S-Bahn (DB Regio) | Heidelberg Hbf – Neckargemünd – Meckesheim – Eppingen                                                                                                  |                |
| S51   | S-Bahn (DB Regio) | Heidelberg Hbf – Neckargemünd – Meckesheim – Aglasterhausen                                                                                            |                |

Berlijn · Breisgau · Bremen/Niedersachsen · Donau-Iller · Dresden · Hamburg · Hannover · Keulen · Mitteldeutschland · Mittelelbe · München · Nürnberg · Rhein-Main · RheinNeckar · Rhein-Ruhr · Rostock · Stuttgart

In planning: Münsterland · Saarland · Regensburg

Voormalig: Erfurt · Peenemünde